# Alma Leiberg
Alma Leiberg (* 1980 in Dresden) ist eine deutsche Filmschauspielerin.

## Leben
Alma Leiberg ist die Tochter des Malers Helge Leiberg und der Sprecherin Angela Leiberg. 1984 reiste die Familie nach West-Berlin aus. In ihrer Kindheit sprach Alma Leiberg Kinderhörspiele und synchronisierte Kinderfilme.
Seit ihrem 19. Lebensjahr steht Alma Leiberg vor der Kamera. Ihre Karriere begann sie als große Schwester in der Teenie-Komödie Big Girl’s don’t Cry von Maria von Heland.  Sie spielte in vielen Kino-Kurzfilmen und lief 2008 mit Lea von Steffi Niederzoll in der Sektion Perspektive Deutsches Kino auf der Berlinale. Mit dem Kurzfilm Beredtes Schweigen gewann sie 2011 beim New Wave International Filmfestival in Los Angeles den Preis als beste Nebendarstellerin.
Leiberg spielt meistens in nationalen Film- und Fernsehproduktionen, in deutschen Serien wie Tatort, SOKO, Letzte Spur Berlin, Kriminaldauerdienst. Einem breiteren Publikum wurde sie durch ihre Rolle der Miriam Lehmann im dritten Teil des preisgekrönten Doku-Dramas Die Wölfe von Friedemann Fromm bekannt. Mit dem Polizeiruf Cassandras Warnung von Dominik Graf setzte sich Alma Leiberg als Charakterdarstellerin durch. Mit ihrer Rolle als Katharina die Große in dem ZDF-Dokudrama Frauen, die Geschichte machen steht sie an Schulen im Lehrprogramm.
2004 spielte sie die Hauptrolle im Musikvideo 7 Years and 50 Days der Band Groove Coverage. Alma Leibergs Stimme ist in Audioproduktionen wie Die blauen Schafe von Bodo Traber, einer Produktion des WDR aus dem Jahr 2011, zu hören.

## Privates
Alma Leiberg lebt mit ihrem Mann und ihren beiden Kindern in Berlin und Rom.

## Filmografie (Auswahl)
- 2002: Berlin, Berlin – Die Geliebte
- 2002: Das Duo – Tod am Strand
- 2002: Homerun
- 2002: Große Mädchen weinen nicht
- 2003: Alarm für Cobra 11 – Einsatz für Team 2 – Tödliche Träume
- 2003: Wolffs Revier – Jeanettes Flucht
- 2004: SOKO Köln – Alles Lüge
- 2005: Geschäft mit Träumen
- 2005: Wilsberg: Schuld und Sünde (Fernsehserie)
- 2005: Tatort – Die schlafende Schöne (Fernsehreihe)
- 2005: Tatort – Bienzle und der Sizilianer
- 2005: Alarm für Cobra 11 – Die zweite Chance
- 2006: Vier Fenster
- 2006: In aller Freundschaft (Fernsehserie, drei Folgen)
- 2006: Nicht ohne meine Schwiegereltern
- 2006: Polizeiruf 110 – Die Stunde
- 2007, 2008: KDD – Kriminaldauerdienst (Fernsehserie, neun Folgen)
- 2007: Dr. Psycho – Die Bösen, die Bullen, meine Frau und ich – Kuchenfolter
- 2007: Polizeiruf 110 – Tod in der Bank
- 2008: Unschuldig – Chaostage
- 2008: Küstenwache – Mörderischer Plan
- 2008: Lea
- 2008: Utta Danella: Wenn Träume fliegen
- 2009: Die Wölfe
- 2009: Die Seele eines Mörders
- 2009: Inga Lindström – Mia und ihre Schwestern
- 2010: SOKO Leipzig – Totes Kapital
- 2010: SOKO Stuttgart – Türen der Stadt
- 2010: Weissensee (Fernsehserie, drei Folgen)
- 2011: Ein Fall für zwei – Alles außer Liebe
- 2011: Küstenwache – Tiefenrausch
- 2011: Polizeiruf 110 – Cassandras Warnung
- 2012: SOKO Stuttgart – Nachtschicht
- 2012: Der Alte – Die Zeugin
- 2012: Der Landarzt – Die Zerreißprobe
- 2012: Großstadtrevier – Große Wünsche, kleine Träume
- 2013: Tatort – Macht und Ohnmacht
- 2013: Tatort – Trautes Heim
- 2013: Papa auf Probe (Fernsehfilm)
- 2013: Stubbe – Von Fall zu Fall – Gefährliches Spiel
- 2013: Frauen, die Geschichte machten (6/6): Katharina II. (Russland)
- 2014: Frauen verstehen
- 2010: SOKO Leipzig – Abgestürzt
- 2014: Polizeiruf 110 – Liebeswahn
- 2014: Marie Brand und das Mädchen im Ring
- 2014: Kommissar Dupin – Bretonische Brandung
- 2014: Kommissarin Heller: Tod am Weiher
- 2014: Der Alte – Im Alleingang
- 2014: Kommissarin Heller – Der Beutegänger
- 2015: Tatort – Die Sonne stirbt wie ein Tier
- 2016: Letzte Spur Berlin (zwei Folgen)
- 2016: Dead Man Working
- 2017: Der Staatsanwalt – Rheingau blutrot
- 2017: SOKO Wismar – Herzschmerz
- 2017: Die Spezialisten – Im Namen der Opfer – Diamantenfieber
- 2017: Bad Cop – kriminell gut (zehn Folgen)
- 2017: Die Familie
- 2015: Tatort – Die Sonne stirbt wie ein Tier
- 2018: Letzte Spur Berlin – Mordslust
- 2018: Daheim in den Bergen – Schuld und Vergebung
- 2019: In aller Freundschaft – Die jungen Ärzte – Vermisst
- 2020: SOKO Stuttgart – Ein bisschen Zärtlichkeit
- 2020: SOKO Wismar – Lügen können tödlich sein
- 2021: SOKO Potsdam: Flug in den Tod
- 2021: Notruf Hafenkante – Dicke Fische
- 2021: Der Bergdoktor – Atemlos
- 2021: Lena Lorenz – Eltern für mein Kind
- 2022: Der Alte – Die Zeugin
- 2023: Die Bergretter – Um jeden Preis
- 2024: Praxis mit Meerblick – Schiffbruch
- 2025: Der Krimi aus Brandenburg: Die Raaben und das tote Mädchen

## Hörspiele
- 2013: Max von Malotki: Junge, Regie: Benjamin Quabeck (WDR)